# هتلر يوث كويكس
هتلر يوث كويكس (بالألمانية: Hitlerjunge Quex) رواية للدعاية النازية عام 1932 مبنية على حياة هربرت "كويكس" نوركوس.  استند فيلم 1933 Hitlerjunge Quex: Ein Film vom Opfergeist der deutschen Jugend على الرواية ووصفه جوزيف غوبلز بأنه أول انتقال واسع النطاق للإيديولوجية النازية باستخدام السينما.  

## خلفية

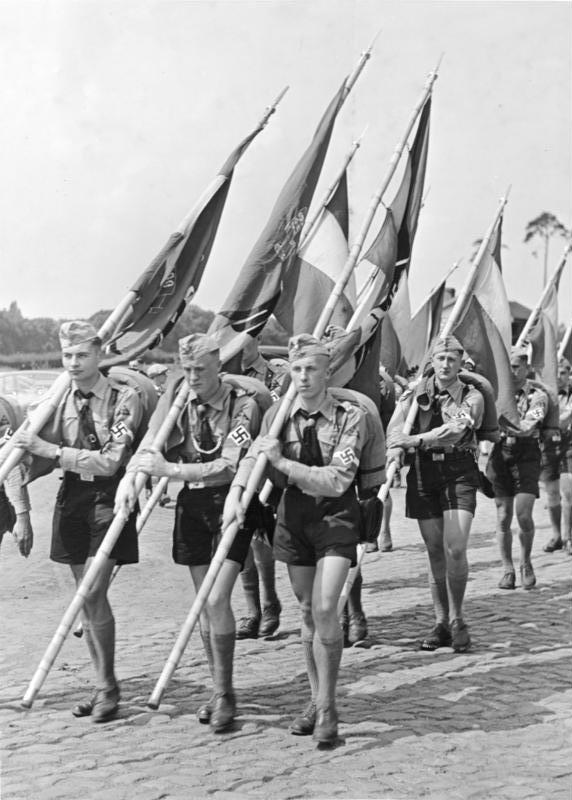
شباب هتلر يسيرون من قبر هربرت نوركوس إلى دير الحزب النازي في نورمبرغ

تستند كل من الرواية والفيلم على القصة الحقيقية لحياة هربرت نوركوس. توفي نوركوس، عضو شباب هتلر، متأثراً بجراحه التي تعرض لها أثناء مطاردته ومواجهته من قبل الشباب الشيوعي في ليلة 23/24 يناير 1932 في حي Beusselkietz في Moabit، برلين.  بالفعل في صباح اليوم التالي، بدأ جوزيف غوبلز في استخدام وفاة نوركوس لأغراض الدعاية خلال مسيرة في سبورتبالاست في برلين.  تحولت الجنازة في 29 يناير في بلوتزينسي، برلين، إلى احتفال كبير للعديد من منظمات الحزب النازي ، تحت رعاية غوبلز. في حين أدانت الجريمة من قبل الصحافة غير النازية، بدأ الشيوعيون هجومًا مضادًا للدعاية، واصفين الحادث بأنه نتيجة عرضية للدفاع عن الشيوعيين خلال هجوم نازي.  وفي المحاكمة اللاحقة، حكمت محكمة لاندغيريشت الأولى في موابيت على عدة أشخاص [بحاجة لتوضيح] ، إلا أن أبرز المتواطئين ويلي سيمون وبرنهارد كلينجبيل وهاري تاك تمكنوا من الفرار إلى الاتحاد السوفيتي.

## الفيلم
| طاقم العمل      | طاقم العمل                         |
| --------------- | ---------------------------------- |
| منتج            | كارل ريتر                          |
| مخرج            | هانز شتاينهوف                      |
| النص            | بوبي إي كارل الويس شينزينغر        |
| تصوير سينمائي   | Konstantin Irmen-Tschet            |
| تصوير           | فريد فرنو إريك رودولف شميدكي       |
| التصوير الدعائي | أوتو شولز                          |
| التحرير         | ميلو حبيش                          |
| التصميم         | بينو فون أرنت آرثر جونتر           |
| ميك أب          | والديمار جابس                      |
| ملابس           | Berta Grützmacher بول هاوبت        |
| صوت             | والتر تجدين إريك ليستنر            |
| موسيقى          | هانز أوتو بورجمان بالدور فون شيراخ |

| يلقي             | يلقي                                        |
| ---------------- | ------------------------------------------- |
| Heini Völker     | Jürgen Ohlsen                               |
| الأب فولكر       | هاينريش جورج                                |
| الأم فولكر       | بيرتا دروز                                  |
| قائد اللواء كاس  | كلوز كلوزين                                 |
| فريتز دورس       | شباب هتلر                                   |
| جيردا            | روتراوت ريختر                               |
| توقف             | هيرمان سبيلمانز                             |
| فرانز            | هانز ريختر                                  |
| Grundler         | شباب هتلر                                   |
| كوالسكي          | إرنست بيهمر                                 |
| طبيب             | هانز يواكيم بوتنر                           |
| ممرضة            | فرانشيسكا كينز                              |
| مغني الكرنفال    | رودولف بلات                                 |
| باركر            | راينولد بيرنت                               |
| تاجر أثاث        | هانز ديبي                                   |
| الجار            | آنا مولر لينكي                              |
| وايلد            | كارل ميكسنر                                 |
| بقال             | كارل هانمان                                 |
| رقيب مكتب        | إرنست روتموند                               |
| عامل البار       | هانز أوتو ستيرن                             |
| بالإضافة إلى ذلك | هيرمان براون هاينز ترامب وحدات من شباب هتلر |

### قائمة المراجع
- Baird، Jay W. (1992). To Die for Germany. Heroes in the Nazi Pantheon. مطبعة جامعة إنديانا. ISBN:0-253-20757-6.
- Koonz، Claudia (2003). The Nazi conscience. Harvard University Press. ISBN:0-674-01172-4.
- Leiser، Erwin (1974). Nazi Cinema. Macmillan. ISBN:0-02-570230-0.
- Rentschler، Eric (1996). The ministry of illusion. Nazi cinema and its afterlife. Harvard University Press. ISBN:0-674-57640-3.